# NordVPN
NordVPN är en tjänsteleverantör för personligt virtuellt privat nätverk (VPN). Den har PC-applikationer för Windows, macOS och Linux, mobilappar för Android och iOS, samt en applikation för AndroidTV. Manuell installation är tillgänglig för trådlösa routrar, NAS-enheter och andra plattformar.
NordVPN är baserat i Panama, och landet har inte några obligatoriska lagar om datalagring och deltar inte i Five Eyes- eller Fourteen Eyes-allianser. 
NordVPN grundades 2012. I slutet av maj 2016 presenterade de en Android-app, följt av en iOS-app i juni samma år. I oktober 2017 lanserade NordVPN ett webbläsartillägg för Google Chrome. I juni 2018 lanserade tjänsten en applikation för Android TV. I oktober 2019 drev NordVPN mer än 5,200 servrar i 62 olika länder.

## Funktioner
NordVPN dirigerar användarens internettrafik genom en fjärrserver driven av tjänsten och döljer på så vis dennes IP-adress och krypterar all inkommande och utgående data. Vid kryptering använder NordVPN OpenVPN och Internet Key Exchange v2/IPsec-tekniker i sina applikationer.  Förutom VPN-servrar för allmän användning erbjuder leverantören servrar för specifika ändamål, inklusive P2P-delning, dubbel kryptering och anslutning till anonymiseringsnätverket Tor. 
Tidigare använde NordVPN L2TP/IPSec och Point-to-Point Tunneling Protocol (PPTP) -anslutningar för routrar, men dessa togs senare bort, eftersom de till stor del var föråldrade och osäkra.
I juli 2019 släppte NordVPN NordLynx, ett nytt VPN-verktyg baserat på det experimentella WireGuard-protokollet. 